# Jilma Madera
Jilma Madera (Pinar del Río, Cuba, 18 de septiembre de 1915 - La Habana, 21 de febrero de 2000) fue una escultora cubana, autora del Cristo de La Habana.

## Infancia
Jilma Madera nació en San Cristóbal, actual Provincia de Artemisa, en la Finca "La Victoria" un 18 de septiembre de 1915. Sus padres Eufemia Dolores y Severiano Madera se vieron bendecidos por aquella niñita que llegaría a ser una de las escultoras más grandes de Cuba y la única mujer en esculpir la obra más grande hecha por una mujer: el Cristo de La Habana.

## Estudios
A los nueve años completa sus primeros estudios, luego se gradúa en Economía en junio de 1936, también estudia Pedagogía en la Universidad de La Habana y en 1942 se matricula en la Academia de Artes Plásticas San Alejandro. Allí tuvo como profesores a los mejores escultores de la época incluyendo entre ellos a Juan José Sicre el escultor del José Martí de la Plaza de la Revolución(Plaza Cívica, antes de la revolución).

## Su obra
Jilma Madera fue una de las más reconocidas escultoras de Cuba y hasta la fecha se han recuperados más de 700 obras hechas por la misma y que se exponen en el museo de San Cristóbal que lleva su nombre.
Entre sus trabajos se encuentran:
- El Cristo de La Habana.
- El busto de José Martí en el Pico Turquino.
- Escultura del presidente número 32 de los Estados Unidos Franklin D. Roosevelt.

## Su vida
- Fue amiga de Celia Sánchez.
- Participó en la campaña de alfabetización.
- Conoció al Che cuando reparaba su obra del Cristo y aun en su casa se puede ver un retrato del mismo.
- Vivió desde 1940 en la barriada de Lawton hasta su muerte y aunque desde 1961 se vio afectada por glaucoma no dejó de trabajar.